# Llista d'episodis de Megaman, el ciberguerrer
Megaman, el ciberguerrer (ロックマンエグゼ, Rokkuman Eguze) és una sèrie d'anime japonesa del 2011 produïda per Xebec. Està formada per cinc temporades i una pel·lícula, Gekijōban Rockman Exe Hikari to yami no puroguramu.
L'anime es va estrenar al K3 el 18 d'octubre de 2006 i se'n van emetre 2 temporades doblades al català.

## Temporades
| Temporada | Temporada | Episodis | Episodis | Dates d'emissió     | Dates d'emissió        | Dates d'emissió en català | Dates d'emissió en català |
| Temporada | Temporada | Episodis | Episodis | Primera emissió     | Última emissió         | Primera emissió           | Última emissió            |
| --------- | --------- | -------- | -------- | ------------------- | ---------------------- | ------------------------- | ------------------------- |
|           | 1         | 56       | 56       | 4 de març de 2002   | 31 de març de 2003     | 18 d'octubre de 2006      |                           |
|           | 2         | 51       | 51       | 4 d'octubre de 2003 | 18 de setembre de 2004 | 7 d'agost de 2008         | 17 de març de 2009        |

## Episodis

### 1a temporada
| Núm. total | Núm. de la temporada | Títol                                                                                          | Direcció           | Guió             | Data d'emissió original | Data d'emissió en català |
| --- | -------------------- | ---------------------------------------------------------------------------------------------- | ------------------ | ---------------- | ----------------------- | ------------------------ |
| 1 | 1                    | Connexió, Megaman! Puragu-in! Rokkuman! (プラグイン！ロックマン！)                             | Masashi Abe        | Kenichi Araki    | 4 de març de 2002       | 18 d'octubre de 2006     |
| Som a l'any dos mil ix i gairebé és com si visquéssim en un videojoc. La ciutat Den Tech està intercomunicada gràcies a una cibermatriu que ho connecta tot. Tothom té ordinadors de butxaca, els PETS, que els permeten combatre amb els ciberguerrers contra la força del mal, els Tres Mundials. Avui en Megaman, ciberguerrer d'en Lan, entra en acció!            |                      |                                                                                                |                    |                  |                         |                          |
| 2 | 2                    | La baralla del metro Chikatetsu ōbōsō! (地下鉄大暴走！)                                        | Naoyoshi Kusaka    | Kenichi Araki    | 11 de març de 2002      |                          |
| En Dex, que acaba de sortir de l'hospital, ha rebut un altre atac. Aquesta vegada d'un gos robot. En Lan i la Maylu el perseguiran fins al metro, on el Comte Zap i l'Elecman han llançat un atac per provocar-hi el caos. Podran aturar el tren en Lan i en Megaman, abans que es converteixi en l'Exprés del Gran Desastre? La col·lisió és imminent!                |                      |                                                                                                |                    |                  |                         |                          |
| 3 | 3                    | Daltabaix al trànsit Shigunaru panikku! (シグナルパニック！)                                   | Wataru Sakaibashi  | Masaharu Amiya   | 18 de març de 2002      |                          |
| A la classe d'en Lan acaba d'arribar una alumna nova, la Yai. Mentrestant, la Maddy, una agent dels Tres Mundials, i el seu NetNavi, en Wackoman, han infectat els semàfors de la ciutat Den Tech amb un virus informàtic per crear un embús dels que fa història. Seran capaços d'evitar el pànic en Lan i en Megaman abans que sigui massa tard?                     |                      |                                                                                                |                    |                  |                         |                          |
| 4 | 4                    | Compta fins a tres Mittsu kazoero! (三つ数えろ！)                                              | Takahiro Okada     | Keiichi Hasegawa | 25 de març de 2002      |                          |
| El senyor Higsby és un professor convidat que ha arribat a la classe d'en Lan amb molt males intencions. D'entrada, fent servir el seu NetNavi, en Numberman, s'ha apoderat del sistema de control de l'escola i ha tancat la Yai, la senyoreta Mari, en Dex i la Maylu a la classe. Des de fora, en Lan hi ha enviat en Megaman al rescat. Hi seran a temps?          |                      |                                                                                                |                    |                  |                         |                          |
| 5 | 5                    | La rebel·lió dels peixos robot Bōsō sakana no chōsen! (暴走魚の挑戦！)                         | Yoshitaka Fujimoto | Mayori Sekijima  | 1 d'abril de 2002       |                          |
| El senyor Wily, cap dels Tres Mundials, la Maddy, el senyor Match i el Comte Zap acaben de deixar anar un virus informàtic en forma de peixos robot. En Megaman i en Glide entraran a la cibermatriu per intentar aturar-lo. De sobte, quan està a punt d'engolir-los una onada enorme, apareix un misteriós NetNavi anomenat Sharkman. Però, és amic, o enemic...?    |                      |                                                                                                |                    |                  |                         |                          |
| 6 | 6                    | Gel a dojo Reika no nettō! (零下の熱闘！)                                                      | Naoyoshi Kusaka    | Kenichi Araki    | 8 d'abril de 2002       |                          |
| A la ciutat Den Tech s'han quedat sense aigua! Els membres dels Tres Mundials han capturat en Tory i el seu pare, el doctor Froid, i els han obligat a fer servir el seu NetNavi per congelar els programes que controlen la central depuradora d'aigües de la ciutat. Hi seran a temps en Lan i companyia? En megaman també s'ha quedat glaçat!                       |                      |                                                                                                |                    |                  |                         |                          |
| 7 | 7                    | El llançament Mayonaka no kettō! (真夜中の決闘！)                                              | Takeshi Ushigusa   | Keiichi Hasegawa | 15 d'abril de 2002      |                          |
| El Comte Zap dels Tres Mundials està decidit a robar el videojoc que està a punt de treure l'Ayano Tech. Per aturar-lo, en Megaman s'haurà d'enfrontar a l'Elecman, que té la missió d'eliminar el NetNavi d'en Lan. Fins i tot amb l'ajut d'en Black Rose i d'en Woodman, en Megaman ho tindrà molt complicat per aturar l'ultrapoderós Elecman!                      |                      |                                                                                                |                    |                  |                         |                          |
| 8 | 8                    | Quin mal geni Ribenji Faiaman! (リベンジ ファイアマン！)                                       | Masashi Abe        | Masaharu Amiya   | 22 d'abril de 2002      |                          |
| El senyor Match està convençut que l'única manera de recuperar la força és eliminant per sempre en Megaman. Un malentès farà que la Maylu sigui víctima del caos infernal que en Torchman ha provocat per tota la ciutat. Ara són la Roll i la Maylu els que s'hi han d'enfrontar. Hi arribarà a temps en Megaman, abans que quedin tots socarrimats?                  |                      |                                                                                                |                    |                  |                         |                          |
| 9 | 9                    | A cop de ioga Kyōfu no yoga senshi! (恐怖のヨガ戦士！)                                         | Takahiro Okada     | Mayori Sekijima  | 29 d'abril de 2002      |                          |
| En Yahoot, mestre de ioga i estrella de la televisió, s'ha aliat amb els Tres Mundials. Farà servir el seu poderós NetNavi, en Magicman, per hipnotitzar tot el seu públic i convertir tota la ciutat en... animals! En Megaman es veurà incapaç de superar en Magicman. De sobte, apareix en Protoman, controlat per un misteriós ciberguerrer. Qui deu ser?          |                      |                                                                                                |                    |                  |                         |                          |
| 10 | 10                   | El gran premi N1 N1 guranpuri! (Ｎ１（エヌワン）グランプリ！)                                  | Naoyoshi Kusaka    | Kenichi Araki    | 6 de maig de 2002       |                          |
| En Lan i els seus amics estan molt emocionats entrenant-se per assistir al Gran Premi N1. El que no saben és que els membres dels Tres Mundials també s'han apuntat a la competició amb la intenció de provocar-hi el caos. En Lan i en Megaman es veuran obligats a neutralitzar el NetNavi d'en Higsby, en Numberman. Però, arribaran a temps a la competició...?    |                      |                                                                                                |                    |                  |                         |                          |
| 11 | 11                   | L'increïble Skullman Miezaru teki! (見えざる敵！)                                              | Yoshitaka Fujimoto | Keiichi Hasegawa | 13 de maig de 2002      |                          |
| El primer rival d'en Lan al Gran Premi N1 és una capsa plena de sorpreses. La Miyu, la misteriosa endevinaire, fa servir els seus poders per predir tots els moviments d'en Lan i d'en megaman. A més, el NetNavi de la Miyu, l'Skullman, sembla imparable! Els nostres amics també hauran de jugar amb el factor sorpresa, si volen fer alguna cosa.                  |                      |                                                                                                |                    |                  |                         |                          |
| 12 | 12                   | Bogeria desenfrenada i combats violents Gekitotsu! Pinku no hibana! (激突！ ピンクの火花！)    | Hiroshi Kimura     | Mayori Sekijima  | 20 de maig de 2002      |                          |
| Just abans del Gran Premi N1, la Maddy havia insultat la Maylu i la Yai en una botiga de records. Ara, la Maylu ha jurat que guanyarà la Maddy, la seva pròxima rival. Malauradament, en Wackoman, el NetNavi de la Maddy, és tan trampós com ella. La Roll haurà d'aprofitar tots els error de la Maddy. A més, en Lan s'enfrontarà al senyor Match!                  |                      |                                                                                                |                    |                  |                         |                          |
| 13 | 13                   | Bogeria desenfrenada i combats violents (2) Shakunetsu no nettobatoru! (灼熱のネットバトル！)  | Atsushi Ōtsuki     | Kenichi Araki    | 27 de maig de 2002      |                          |
| El combat entre en Lan i en megaman i el senyor Match i en Torchman està més emocionant que mai! Però en Lan no s'esperava mai que el seu rival l'ataqués amb un virus que ha malmès les plaques solars de l'estadi! L'últim combat del dia serà entre en Higsby i en Numberman i la Sal i en Woodman. Sembla que en Higsby ho té fàcil... O no?                       |                      |                                                                                                |                    |                  |                         |                          |
| 14 | 14                   | Un combat al carrer Sutorīto faito! (ストリートファイト！)                                     | Naoyoshi Kusaka    | Keiichi Hasegawa | 3 de juny de 2002       |                          |
| Per celebrar les victòries de la primera setmana del Gran Premi N1, la Yai ha convidat tota la colla a un sopar que acabarà en un repte entre en Lan i en Chaud. Just quan comença el combat membres dels Tres Mundials deixen anar una sèrie de virus programats per esborrar en Megaman i el NetNavi d'en Chaud, en Protoman.                                        |                      |                                                                                                |                    |                  |                         |                          |
| 15 | 15                   | El llegendari programa avançat Tokkun! Puroguramu adobansu! (特訓！ プログラムアドバンス！)    | Daisuke Tsukushi   | Kenichi Yamada   | 17 de juny de 2002      |                          |
| Després del combat amb en Chaud, en Lan s'ha adonat que l'única manera que en megaman tingui opcions de guanyar en Protoman és arribant a dominar a la perfecció el llegendari Programa Avançat. Aviat s'haurà d'enfrontar a en Yahoot i en Magicman i només els podrà vèncer amb una tècnica ben depurada. El pròxim combat és entre en Chaud i el Comte Zap!         |                      |                                                                                                |                    |                  |                         |                          |
| 16 | 16                   | Els Netnavis autònoms Kyōi no nettonabi! (驚異のネットナビ！)                                  | Yoshitaka Fujimoto | Kenichi Araki    | 24 de juny de 2002      |                          |
| La segona setmana del Gran Premi N1 comença amb un combat molt emocionant entre la Roll i l'Iceman. A partir d'aquí el campionat continua ple de reptes. El primer serà entre els misteriosos Stoneman i en Blasterman, uns NetNavis autònoms, que han desafiat en Dex i en Woodman. Pot ser que l'Stoneman i en Blasterman siguin les armes secretes d'en Wily?       |                      |                                                                                                |                    |                  |                         |                          |
| 17 | 17                   | El comandant Bou és un peix que es porta l'oli Bīfu shirei no shōtai! (ビーフ司令の正体！)     | Masashi Abe        | Mayori Sekijima  | 1 de juliol de 2002     |                          |
| Els combats en parelles continuen. Ara és el torn d'en megaman i en Sharkman, del Comandant Bou, contra l'Stoneman i en Blasterman, que faran un forat al ring que xuclarà els quatre NetNavis. Si no tornen en 10 minuts quedaran tots desqualificats. En Lan sospita que el Comandant Bou podria ser en Maysa disfressat.                                            |                      |                                                                                                |                    |                  |                         |                          |
| 18 | 18                   | Roll, l'emperadriu malvada (1a part) An'yaku! Wārudosurī! (暗躍！ ワールドスリー！)            | Naoyoshi Kusaka    | Kenichi Yamada   | 8 de juliol de 2002     |                          |
| Els Tres Mundials n'han fet una de les seves perquè la Maddy i el senyor Match continuïn a la competició després d'haver estat eliminats. S'hauran d'enfrontar a en Megaman i la Roll. Els Tres Mundials enredaran la Maylu perquè descarregui un programa que transformarà la Roll en un NetNavi malvat, decidit a eliminar en megaman.                               |                      |                                                                                                |                    |                  |                         |                          |
| 19 | 19                   | Roll, l'emperadriu malvada, (2a part) Senritsu! Akuma chippu! (戦慄！ 悪魔チップ！)            | Wataru Sakaibashi  | Keiichi Hasegawa | 15 de juliol de 2002    |                          |
| El combat entre en Torchman i en Wackoman i en megaman i la Roll continua. Ara, però, és el Comte Zap el que controla la Roll, anomenada Emperadriu. Cada vegada que en Lan llança un atac amb en megaman, la Roll ataca el nostre heroi. Com acabarà? El següent combat serà entre en Protoman i en Shinningman i en Whaleman i en Rocketman.                         |                      |                                                                                                |                    |                  |                         |                          |
| 20 | 20                   | Un equip no és cosa d'un (1a part) Yaito-chan kiki ippatsu! (やいとちゃん危機一髪！)           | Atsushi Ōtsuki     | Kenichi Araki    | 22 de juliol de 2002    |                          |
| La semifinal del Gran Premi N1 enfrontarà en megaman i en Protoman contra l'Stoneman i en Blasterman. Mentre en Lan i el seu NetNavi s'esforcen per perfeccionar la tècnica del Programa Avançat, la Yai i en Chaud s'han quedat tancats dins d'un ascensor. Tot indica que no arribaran a temps al combat i, és clar, això seria molt greu!                           |                      |                                                                                                |                    |                  |                         |                          |
| 21 | 21                   | Un equip no és cosa d'un (2a part) Saikyō taggu BR senpū! (最強タッグＢＲ旋風！)               | Daisuke Tsukushi   | Kenichi Araki    | 29 de juliol de 2002    |                          |
| En ple combat, en Protoman, que li sembla que en megaman és un destorb, decideix atacar tot sol l'Stoneman i en Blasterman. De seguida s'adonarà que el poder regenerador de l'Stoneman el fa gairebé invencible. Si vol salvar en Protoman, en Megaman haurà de demostrar que s'ha convertit en tot un mestre del Programa Avançat. Se'n sortirà?                     |                      |                                                                                                |                    |                  |                         |                          |
| 22 | 22                   | Tot s'enfonsa Fainaru batoru no hate ni (ファイナルバトルのはてに)                             | Naoyoshi Kusaka    | Mayori Sekijima  | 5 d'agost de 2002       |                          |
| Ha arribat el moment de la gran final. Els finalistes són en Lan i en Chaud, amb els seus NetNavis, en megaman i en Protoman! El combat és tan ferotge que els suports hidràulics que aguanten l'estadi s'han malmès i s'ha començat a enfonsar tot. A més, hi ha una sorpresa final que no se l'espera ningú. Te la perdràs?!                                         |                      |                                                                                                |                    |                  |                         |                          |
| 23 | 23                   | El retorn d'en Faraó-man Hametsu no ō faraoman! (破滅の王 ファラオマン！)                      | Yoshitaka Fujimoto | Keiichi Hasegawa | 12 d'agost de 2002      |                          |
| En Faraóman ha tornat amb set de venjança. El senyor Wily ha enviat un exèrcit de clons de l'Stoneman i en Blasterman per capturar-lo, però aquesta vegada en Faraóman va per lliure. Després de perdre el seu propi "regne" i quedar tancat a la presó, ara farà servir la ciberxarxa per provocar desastres en el món real. Abans, però eliminarà en Megaman!        |                      |                                                                                                |                    |                  |                         |                          |
| 24 | 24                   | La reconstrucció d'en Megaman Rokkuman fukkatsu sakusen! (ロックマン復活作戦！)                | Hiroshi Kimura     | Kenichi Yamada   | 19 d'agost de 2002      |                          |
| El pare d'en Lan, el senyor Hikari, ha trobat la manera de reconstruir en Megaman! Ara que ja n'han recuperat tota la informació, només és qüestió de col·locar-la a la ciberestructura d'en Megaman, que és a la xarxa de l'Scilab. El problema és que ara, aquesta xarxa, un sistema de màxima seguretat, la controla en Faraóman!                                   |                      |                                                                                                |                    |                  |                         |                          |
| 25 | 25                   | En Megaman viu Yomigaere! Rokkuman! (甦れ！ ロックマン！)                                      | Masashi Abe        | Kenichi Araki    | 26 d'agost de 2002      |                          |
| Els clons d'en Blasterman i l'Stoneman han atacat en Faraóman i n'han sortit il·lesos. La Roll i companyia no han estat tant de sort i en Faraóman els ha petrificat. En Protoman, en canvi, ha pogut salvar l'estructura d'en Megaman i s'enfrontarà tot sol a en Faraóman. Aleshores, apareix en megaman amb el Doble Programa Avançat!                              |                      |                                                                                                |                    |                  |                         |                          |
| 26 | 26                   | Kaiki! Yūreisen no nazo! (怪奇！ 幽霊船の謎！)                                                 | Naoyoshi Kusaka    | Kenichi Yamada   | 2 de setembre de 2002   | No emès                  |
| 27 | 27                   | Aidoru ni narimasu! (アイドルになります！)                                                     | Daisuke Tsukushi   | Naruhisa Arakawa | 9 de setembre de 2002   | No emès                  |
| 28 | 28                   | El segrest d'en Megaman Nusumareta Rokkuman! (盗まれたロックマン！)                            | Naoyoshi Kusaka    | Keiichi Hasegawa | 16 de setembre de 2002  |                          |
| 29 | 29                   | Supervivència set Dokuhebi Madamu no wana! (毒ヘビマダムの罠！)                                | Yoshitaka Fujimoto | Naoko Marukawa   | 24 de setembre de 2002  |                          |
| En Lan ha arribat a Marcaburd. Allà, se li apareix un home misteriós que li parla dels combats clandestins que s'hi organitzen, amb uns premis extraordinaris. Tot plegat és una trampa de la senyora Milionària, que té intencions de quedar-se el nostre heroi pel seu museu de NetNavis. En Megaman s'haurà d'enfrontar al poderós Snakeman!                        |                      |                                                                                                |                    |                  |                         |                          |
| 30 | 30                   | Megaman roba Erekimama no dengeki sakusen! (エレキママの電撃作戦！)                            | Hiroshi Kimura     | Kenichi Araki    | 30 de setembre de 2002  |                          |
| El Comte Zap, que se sent un fracassat després de la desaparició dels Tres Mundials, se'n va a visitar la seva mare. Ella el convencerà que s'ha de tornar a enfrontar a en Lan. I ho té molt bé! Precisament en Lan passa per la mansió de la família Zap en la seva gira mundial. El repte serà electrificant! El Compte Zap i l'Elecman estan decidits a venjar-se! |                      |                                                                                                |                    |                  |                         |                          |
| 31 | 31                   | El gran combat del curri Kareinaru karē batoru! (華麗なるカレーバトル！)                       | Naoyoshi Kusaka    | Mayori Sekijima  | 7 d'octubre de 2002     |                          |
| Els últims dies de la gira mundial en Lan els passarà a Namasty, el país famós per tenir el millor curri del món. En Yahoot ha reunit els antics membres dels Tres Mundials per atrapar en Lan en un cibercombat, convençut que la seva derrota serà el començament d'una nova organització més malvada que mai. Arribaran a temps els seus companys per ajudar-lo?    |                      |                                                                                                |                    |                  |                         |                          |
| 32 | 32                   | Xarxaburg Netto shiti (ネットシティ)                                                           | Masashi Abe        | Takao Kato       | 14 d'octubre de 2002    |                          |
| En Lan i en Megaman, que acaben de tornar de la seva gira mundial, s'han trobat que ha aparegut una nova tecnologia a internet: la ciutat de Xarxaburg! A més, un grup de cibercriminals han començat a atacar per apoderar-se del món virtual. El seu primer objectiu serà la Yai. Serà capaç d'aturar l'Airman, el nostre heroi?                                     |                      |                                                                                                |                    |                  |                         |                          |
| 33 | 33                   | La fàbrica de virus Uirusu kōjō o buttsubuse! (ウイルス工場をぶっ潰せ！)                       | Daisuke Tsukushi   | Kenichi Araki    | 21 d'octubre de 2002    |                          |
| 34 | 34                   | El pànic de les targetes Denshi manē daikonran! (電子マネー大混乱！)                           | Naoyoshi Kusaka    | Kenichi Yamada   | 28 d'octubre de 2002    |                          |
| 35 | 35                   | El compte enrere de la catàstrofe Damu kekkai 0 byōmae! (ダム決壊０秒前！)                     | Atsushi Ōtsuki     | Keiichi Hasegawa | 4 de novembre de 2002   |                          |
| 36 | 36                   | La ciutat Dentech es congela Densan shiti nankyokuka keikaku! (デンサンシティ南極化計画！)     | Daisuke Tsukushi   | Naoko Marukawa   | 11 de novembre de 2002  |                          |
| 37 | 37                   | El llamp carmesí Akai senkō! (紅い閃光！)                                                      | Shin Katagai       | Kenichi Araki    | 18 de novembre de 2002  |                          |
| 38 | 38                   | Els germans Cutman Hen ni tsuyoi zo! Kattoman burazāzu! (ヘンに強いぞ！カットマンブラザーズ！) | Naoyoshi Kusaka    | Mayori Sekijima  | 25 de novembre de 2002  |                          |
| 39 | 39                   | Endevina qui ve a cibercombatre Puripuri purinsesu! (ぷりぷりプリンセス！)                     | Daisuke Tsukushi   | Kenichi Yamada   | 2 de desembre de 2002   |                          |
| 40 | 40                   | Una partida molt moguda Batottarunen! (ばとったるねん！)                                       | Naoyoshi Kusaka    | Keiichi Hasegawa | 9 de desembre de 2002   |                          |
| 41 | 41                   | L'increïble Rush! Meiken rasshu! (名犬ラッシュ！)                                              | Atsushi Ōtsuki     | Kenichi Yamada   | 16 de desembre de 2002  |                          |
| 42 | 42                   | Treballar per Grave Tenshoku saki wa gosuperu! (転職先はゴスペル！)                            | Naoyoshi Kusaka    | Mayori Sekijima  | 23 de desembre de 2002  |                          |
| 43 | 43                   | Boku o yakyū ni tsuretette! (僕を野球に連れてって！)                                           | Masashi Abe        | Takao Kato       | 30 de desembre de 2002  | No emès                  |
| 44 | 44                   | La traïció d'en Knightman Uragiri no Naitoman! (裏切りのナイトマン！)                          | Atsushi Ōtsuki     | Kenichi Yamada   | 6 de gener de 2003      |                          |
| 45 | 45                   | A la lluna Ano tsuki e ike! (あの月へ行け！)                                                   | Naoyoshi Kusaka    | Naoko Marukawa   | 13 de gener de 2003     |                          |
| 46 | 46                   | El llegat del senyor Wily Wairī-hakase no isan! (ワイリー博士の遺産！)                         | Daisuke Tsukushi   | Kenichi Araki    | 20 de gener de 2003     |                          |
| 47 | 47                   | El gran premi de cibermòbils Netto mōbiru guranpuri! (ネットモービルグランプリ！)              | Naoyoshi Kusaka    | Mayori Sekijima  | 27 de gener de 2003     |                          |
| 48 | 48                   | La ciberbèstia Dennō no mamono! (電脳の魔物！)                                                 | Hiroshi Kimura     | Kenichi Yamada   | 3 de febrer de 2003     |                          |
| 49 | 49                   | Grave Gosuperu (ゴスペル)                                                                      | Atsushi Ōtsuki     | Kenichi Araki    | 10 de febrer de 2003    |                          |
| 50 | 50                   | En Bass Forute (フォルテ)                                                                      | Naoyoshi Kusaka    | Kenichi Araki    | 17 de febrer de 2003    |                          |
| 51 | 51                   | El final del final Hōkai no toki! (崩壊の刻)                                                   | Masashi Abe        | Kenichi Araki    | 24 de febrer de 2003    |                          |
| 52 | 52                   | Ayanokōjike no himitsu! (綾小路家の秘密！)                                                     | Naoyoshi Kusaka    | Kenichi Yamada   | 3 de març de 2003       | No emès                  |
| 53 | 53                   | El cibercombat dels cors Bīfu shirei VS Netto-kun! (ビーフ司令VS熱斗くん！)                    | Daisuke Tsukushi   | Keiichi Hasegawa | 10 de març de 2003      |                          |
| 55 | 55                   | Cap a uns terminals revolucionaris Burūsu no nagai ichinichi (ブルースの長い一日)              | Shin Katagai       | Naoko Marukawa   | 24 de març de 2003      |                          |
| 56 | 56                   | Caçavirus Uirusu basutāzu! (ウィルスバスターズ！)                                              | Masashi Abe        | Kenichi Araki    | 31 de març de 2003      |                          |

### 2a temporada
| Núm. total | Núm. de la temporada | Títol                                                                                      | Direcció                   | Guió            | Data d'emissió original | Data d'emissió en català |
| ---------- | -------------------- | ------------------------------------------------------------------------------------------ | -------------------------- | --------------- | ----------------------- | ------------------------ |
| 57         | 1                    | Fusió Kurosu fyūjon! (クロスフュージョン！)                                                | Tsuyoshi Nagasawa          | Kenichi Araki   | 4 d'octubre de 2003     | 7 d'agost de 2008        |
| 58         | 2                    | La fi de Xarxaburg! Netto Shiti shōmetsu! (ネットシティ消滅！)                             | Naoyoshi Kusaka            | Kenichi Araki   | 11 d'octubre de 2003    | 7 d'agost de 2008        |
| 59         | 3                    | En Bubbleman Jabajaba yabai mizu no awa! (ジャバジャバやばい水の泡！)                      | Son Seung-hee              | Katsuhiko Chiba | 18 d'octubre de 2003    | 11 d'agost de 2008       |
| 60         | 4                    | Ànima doble Souru unizon! (ソウルユニゾン！)                                               | Naoyoshi Kusaka            | Kenichi Yamada  | 25 d'octubre de 2003    | 11 d'agost de 2008       |
| 61         | 5                    | Combat a les fonts termals Metaru onsen acchicchi! (メタル温泉アッチッチ！)                | Fumihiro Ueno              | Kenichi Yamada  | 1 de novembre de 2003   | 12 d'agost de 2008       |
| 62         | 6                    | Un partit de bitlles perillós Mottomo kiken na kyūgi! (最も危険な球技！)                   | Naoyoshi Kusaka            | Masaharu Amiya  | 8 de novembre de 2003   | 12 d'agost de 2008       |
| 63         | 7                    | El ciberjardí sinistre Denshi no hanazono! (電子の花園！)                                  | Tsuyoshi Nagasawa          | Naoko Marukawa  | 15 de novembre de 2003  | 13 d'agost de 2008       |
| 64         | 8                    | L'amistat al mirall Kagami no naka no yūjō (鏡のなかの友情)                                | Harume Kosaka              | Mayori Sekijima | 22 de novembre de 2003  | 13 d'agost de 2008       |
| 65         | 9                    | El retorn d'en Dex Kaettekita Dekao (帰ってきたデカオ)                                     | Son Seung-hee              | Kenichi Araki   | 29 de novembre de 2003  | 14 d'agost de 2008       |
| 66         | 10                   | L'amenaça dels xips foscos Dāku chippu no kyōi! (ダークチップの脅威)                       | Naoyoshi Kusaka            | Masashi Kubota  | 6 de desembre de 2003   | 14 d'agost de 2008       |
| 67         | 11                   | La caixa forta que no ho era tant Kinkoyaburi o yattsukero! (金庫破りをやっつけろ！)       | Atsushi Ōtsuki             | Katsuhiko Chiba | 13 de desembre de 2003  | 18 d'agost de 2008       |
| 68         | 12                   | Codi de conducta Kōtetsu no sunaipā (鋼鉄のスナイパー)                                     | Tsuyoshi Nagasawa          | Masaharu Amiya  | 20 de desembre de 2003  | 18 d'agost de 2008       |
| 69         | 13                   | Fusió per a tothom Kurosufyūjon shōmetsu! (クロスフュージョン消滅！)                       | Son Seung-hee              | Kenichi Yamada  | 27 de desembre de 2003  | 19 d'agost de 2008       |
| 70         | 14                   | El segrest de la primera Nusumareta purinsesu (盗まれたプリンセス)                         | Harume Kosaka              | Masashi Kubota  | 4 de gener de 2004      | 19 d'agost de 2008       |
| 71         | 15                   | L'increïble Guts Chōjin Gattsu! (超人ガッツ！)                                             | Naoyoshi Kusaka            | Kenichi Araki   | 17 de gener de 2004     | 20 d'agost de 2008       |
| 72         | 16                   | Tot depèn de com t'ho mires Kawaii! Akuma? (カワイイ！悪魔？)                              | Son Seung-hee              | Mayori Sekijima | 24 de gener de 2004     | 20 d'agost de 2008       |
| 73         | 17                   | El retorn d'en Savageman Kyōshū Bīsutoman! (強襲ビーストマン！)                            | Tsuyoshi Nagasawa          | Kenichi Yamada  | 31 de gener de 2004     | 21 d'agost de 2008       |
| 74         | 18                   | L'home de Sharo Shāro kara kita otoko (シャーロから来た男)                                 | Son Seung-hee              | Masaharu Amiya  | 7 de febrer de 2004     | 21 d'agost de 2008       |
| 75         | 19                   | Ànima doble, ànima Search Sāchi souru! (サーチソウル！)                                    | Naoyoshi Kusaka            | Kenichi Yamada  | 14 de febrer de 2004    | 25 d'agost de 2008       |
| 76         | 20                   | Un secret fosc Dāku chippu o yokose! (ダークチップをよこせ！)                              | Son Seung-hee              | Kenichi Araki   | 21 de febrer de 2004    | 25 d'agost de 2008       |
| 77         | 21                   | L'ambició d'en Shademan Shēdoman no yabō (シェードマンの野望)                              | Harume Kosaka              | Masashi Kubota  | 28 de febrer de 2004    | 26 d'agost de 2008       |
| 78         | 22                   | El pla d'en Bubbleman Baburuman no tomodachi daisakusen (バブルマンの友達大作戦)           | Shigeru Ueda               | Katsuhiko Chiba | 6 de març de 2004       | 26 d'agost de 2008       |
| 79         | 23                   | Una font d'energia fantasmagòrica Senritsu no chō enerugī (戦慄の超エネルギー)             | Naoyoshi Kusaka            | Mayori Sekijima | 13 de març de 2004      | 27 d'agost de 2008       |
| 80         | 24                   | La batalla del magma Shakunetsu maguma no tatakai (灼熱マグマの戦い)                       | Tsuyoshi Nagasawa          | Katsuhiko Chiba | 20 de març de 2004      | 27 d'agost de 2008       |
| 81         | 25                   | El retorn d'en Videoman Bideoman, ritānzu! (ビデオマン、リターンズ！)                      | Yukio Suzuki               | Masaharu Amiya  | 27 de març de 2004      | 28 d'agost de 2008       |
| 82         | 26                   | La venjança de l'Anetta Aoki honoo no kioku (青き炎の記憶)                                 | Naoyoshi Kusaka            | Masashi Kubota  | 3 d'abril de 2004       | 28 d'agost de 2008       |
| 83         | 27                   | La base secreta de Nèbula Kessen! Nebyura kichi (決戦！ネビュラ基地)                       | Naoyoshi Kusaka            | Kenichi Araki   | 10 d'abril de 2004      | 18 de febrer de 2009     |
| 84         | 28                   | Tinc el cor trencat Yureru kokoro (揺れる心)                                               | Harume Kosaka              | Kenichi Yamada  | 17 d'abril de 2004      | 19 de febrer de 2009     |
| 85         | 29                   | En Chaud contra en Protoman Enzan VS Burūsu (炎山ＶＳブルース)                             | Son Seung-hee              | Naoko Marukawa  | 24 d'abril de 2004      | 20 de febrer de 2009     |
| 86         | 30                   | El nou heroi de l'Spoutman Raburabu Akuaman (ラブラブアクアマン)                           | Naoyoshi Kusaka            | Katsuhiko Chiba | 1 de maig de 2004       | 23 de febrer de 2009     |
| 87         | 31                   | Brossa espacial Eisei kara no buttai Jankuman (衛星からの物体J（ｼﾞｬﾝｸﾏﾝ）)                 | Naoyoshi Kusaka            | Masaharu Amiya  | 8 de maig de 2004       | 24 de febrer de 2009     |
| 88         | 32                   | El retorn del comandant Bou Fukkatsu! Bīfu shirei (復活！ビーフ司令)                       | Osamu Inoue                | Mayori Sekijima | 15 de maig de 2004      | 25 de febrer de 2009     |
| 89         | 33                   | La porta de xips de combat Kurosu fyūjon Zero-gō (クロスフュージョン０号)                  | Son Seung-hee              | Kenichi Araki   | 22 de maig de 2004      | 26 de febrer de 2009     |
| 90         | 34                   | Es busca en Prisman Shimeitehai wa Purizuman (指名手配はプリズマン)                        | Tsuyoshi Nagasawa          | Kenichi Araki   | 29 de maig de 2004      | 27 de febrer de 2009     |
| 91         | 35                   | La gran invasió de Nèbula Nebyura daishinkō! (ネビュラ大侵攻！)                            | Naoyoshi Kusaka            | Kenichi Yamada  | 5 de juny de 2004       | 2 de març de 2009        |
| 92         | 36                   | El terminal nou Kansei! Shingata PET! (完成！ 新型ＰＥＴ！)                                | Atsushi Ōtsuki             | Masashi Kubota  | 12 de juny de 2004      | 3 de març de 2009        |
| 93         | 37                   | El misteriós Navi emmascarat Nazo no fukumen Nabi (謎の覆面ナビ)                           | Shigeru Ueda               | Katsuhiko Chiba | 19 de juny de 2004      | 4 de març de 2009        |
| 93         | 38                   | Tonde Shīsā Airando (飛んでシーサーアイランド)                                             | Osamu Inoue                | Naoko Marukawa  | 26 de juny de 2004      | No emès                  |
| 94         | 39                   | Ressha de GO to hell!? (列車でGO to hell！？)                                              | Naoyoshi Kusaka            | Masaharu Amiya  | 3 de juliol de 2004     | No emès                  |
| 95         | 40                   | L'heroi subterrani Chi no soko no eiyū (地の底の英雄)                                      | Daisuke Tsukushi           | Mayori Sekijima | 10 de juliol de 2004    | 5 de març de 2009        |
| 96         | 41                   | L'allegro Areguro (アレグロ)                                                               | Son Seung-hee              | Kenichi Araki   | 17 de juliol de 2004    | 6 de març de 2009        |
| 97         | 42                   | Meiru no hatsu dēto (メイルの初デート)                                                     | Naoyoshi Kusaka            | Masashi Kubota  | 24 de juliol de 2004    | No emès                  |
| 98         | 43                   | Koma to Mago (コマとマゴ)                                                                  | Yukio Suzuki               | Masaharu Amiya  | 31 de juliol de 2004    | No emès                  |
| 99         | 44                   | La torre d'en Mistman Natsuyasumi no kyōfu (夏休みの恐怖)                                  | Tsuyoshi Nagasawa          | Katsuhiko Chiba | 7 d'agost de 2004       | 9 de març de 2009        |
| 100        | 45                   | Rasshu no iede (ラッシュの家出)                                                            | Naoyoshi Kusaka            | Kenichi Yamada  | 14 d'agost de 2004      | No emès                  |
| 101        | 46                   | El gran combat de la policia de la xarxa Netto keisatsu daikōbōsen! (ネット警察大攻防戦！) | Daisuke Tsukushi           | Masashi Kubota  | 21 d'agost de 2004      | 10 de març de 2009       |
| 102        | 47                   | Agafem el doctor Regal! Uchuu kara no messēji (宇宙からのメッセージ)                       | Shigeru Ueda Son Seung-hee | Masaharu Amiya  | 28 d'agost de 2004      | 11 de març de 2009       |
| 103        | 48                   | La missió de la Yuri Mariko to Yuriko (まりことゆりこ)                                     | Shin Katagai               | Kenichi Araki   | 4 de setembre de 2004   | 12 de març de 2009       |
| 104        | 49                   | El retorn d'en Protoman Saraba Burūsu (さらば ブルース)                                    | Osamu Inoue                | Mayori Sekijima | 11 de setembre de 2004  | 13 de març de 2009       |
| 105        | 50                   | Dark contra Dark Dāku tai dāku no kessen (ダーク対ダークの決戦)                            | Naoyoshi Kusaka            | Katsuhiko Chiba | 18 de setembre de 2004  | 16 de març de 2009       |
| 106        | 51                   | L'atac del Dr. Regal Hikari todoku basho (光とどく場所)                                    | Tsuyoshi Nagasawa          | Kenichi Araki   | 18 de setembre de 2004  | 17 de març de 2009       |